# Nanqiao (köping i Kina)
Nanqiao (kinesiska: 南桥镇, 南桥) är en köping i Kina. Den ligger i provinsen Shandong, i den östra delen av landet, omkring 230 kilometer sydost om provinshuvudstaden Jinan. Antalet invånare är 57732. Befolkningen består av 28 178 kvinnor och 29 554 män. Barn under 15 år utgör 24,0 %, vuxna 15-64 år 65 %, och äldre över 65 år 9,0 %.
Genomsnittlig årsnederbörd är 1 023 millimeter. Den regnigaste månaden är juli, med i genomsnitt 314 mm nederbörd, och den torraste är januari, med 8 mm nederbörd.